# Olmi-Cappella
Olmi-Cappella é uma comuna francesa na região administrativa da Córsega, no departamento de Alta Córsega. Estende-se por uma área de 51,1km². 